# Annett Klingner
Annett Klingner (* 23. Dezember 1966 in Berlin) ist eine deutsch-italienische Kunsthistorikerin und Schriftstellerin.

## Leben
Klingner studierte Kunstgeschichte, Neuere deutsche Literatur und Mediävistik an der Humboldt-Universität zu Berlin sowie Kunstgeschichte und Komparatistik an der Universität La Sapienza in Rom und promovierte zu einem kunsthistorischen Thema der Renaissance.
Sie war Pressesprecherin für Radiosender wie 104.6 RTL und BB Radio, arbeitete viele Jahre als Journalistin, u. a. für die Axel Springer SE und die Bauer Media Group und ist aktuell wissenschaftliche Mitarbeiterin im Robert Koch-Institut.
Als Autorin verfasst sie hauptsächlich Reise- und Sachbücher sowie Belletristik. Ihre Werke erschienen bisher in der Collection Rolf Heyne, dem Emons Verlag und dem ARTE Verlag.

## Werke
- Gute Sterne – böse Sterne, München 2011, ISBN 978-3-89910-504-9.
- Heimliche Regenten, München 2012, ISBN 978-3-89910-556-8.
- 111 Orte in Rom, die man gesehen haben muss, Köln 2013; ISBN 978-3-95451-219-5.
- 55 ½ Orte im Vatikan, die man gesehen haben muss, Köln 2015, ISBN 978-3-7408-0869-3.
- Die Macht der Sterne: Planetenkinder: ein astrologisches Bildmotiv in Spätmittelalter und Renaissance, Berlin 2017, ISBN 978-3-00-057688-1.
- 111 Orte in Dubai, die man gesehen haben muss, Köln 2019, ISBN 978-3-7408-0647-7.
- 111 Dinge über Katzen, die man wissen muss, Köln 2021, ISBN 978-3-7408-1204-1.
- 111 Orte in Rom, die man gesehen haben muss. Relaunch, Köln 2022; ISBN 978-3-7408-1628-5.
- 22 Touren in Berlin, die man gemacht haben muss, Köln 2025; ISBN 978-3-7408-2444-0.

## Übersetzungen
- 111 luoghi di Roma che devi proprio scoprire. Nuova edizione, Roma 2022, ISBN 978-3740817268.
- 111 különleges hely - Róma, Budapest 2018, ISBN 978-963-09-9193-3.
- 111 steder i Rom som du skal se, Kopenhagen 2016, ISBN 978-87-7118-589-8.
- 111 lieux absolument étonnants à Rome, Paris 2015, ISBN 978-2-01-395870-7.
- 111 luoghi di Roma che devi proprio scoprire, Roma 2014, ISBN 978-3-95451-471-7.
- 111 places in Rome that you shouldn’t miss, Köln 2014, ISBN 978-3-95451-386-4.

## Co-Autorin
- Holzmarkt 25 Stiftung (Hrsg.): Reflektionen, Berlin 2022, ISBN 978-3-910444-02-7
- Interdisziplinäres Zentrum für Mittelalter- und Frühe Neuzeitforschung der FU Berlin (Hrsg.): Wissen und Geltung, Berlin 2020, ISBN 978-3-8471-1061-3.
- Galerie Ruhnke (Hrsg.): Alles geritzt. Druckgrafik aus vier Jahrzehnten, Potsdam 2017.
- Galerie Ruhnke (Hrsg.): Weg damit! Zwischen Ausgedientem, Neuem und Gentrifizierung, Potsdam 2015.
- Alexander Bastek (Hrsg.): Volker Bartsch – Bildhauer, Maler, Graphiker, Petersberg 2008, ISBN 978-3-86568-440-0.
- Annett Klingner, Hans-Thomas Bender: Freiraum, Frankfurt 2003.
- Lothar Romain, Annett Klingner: CuSn6 – WSt/37, Berlin 2000.